# Berkay Ateş
Berkay Ateş (Istanbul, 19 febbraio 1987) è un attore turco.

## Biografia
Nato nel 1987 a Istanbul (Turchia) da madre originaria di Malatya e da padre originario di Ardahan, Berkay Ateş si è laureato in studi teatrali presso l'Università di belle arti Mimar Sinan. Oltre a recitare in varie opere teatrali, ha recitato anche in diversi film come Yarım Kalan Mucize (nei panni di İsyancı), Abluka (nei panni di Ahmet), e in serie televisive come İstanbul Sokakları (nei panni di Saltuk), Anne (nei panni di Cengiz Yıldız), Çukur (nei panni di Mahsun / Fikret), Sadakatsiz (nei panni di Aras Ateşoğlu) e Tradimento (Aldatmak) (nei panni di Kahraman Sarpoglu).

## Filmografia

### Cinema
- Mavi Gözlü Dev, regia di Biket İlhan (2007)
- Yarım Kalan Mucize, regia di Biket İlhan (2013)
- Abluka, regia di Emin Alper (2015)
- Görülmüştür, regia di Serhat Karaaslan (2019)
- 9,75, regia di Uluç Bayraktar (2020)
- Karanlık Gece, regia di Özcan Alper (2023)

### Televisione
- Doktorlar – serie TV, 6 episodi (Show TV, 2007)
- Sessiz Firtina – serie TV, 3 episodi (Kanal D, 2007)
- Invisibles – serie TV (2010)
- Karadayı – serie TV, 3 episodi (ATV, 2015)
- Analar ve Anneler – serie TV, 3 episodi (ATV, 2015)
- İstanbul Sokakları – serie TV, 9 episodi (Show TV, 2016)
- Anne – serie TV, 32 episodi (Star TV, 2016-2017)
- Gülizar – serie TV, 10 episodi (Kanal D, 2018)
- Çukur – serie TV, 44 episodi (Show TV, 2018-2020)
- Alef – serie TV, 2 episodi (BluTV, 2020)
- Alev Alev – serie TV, 28 episodi (Show TV, 2020-2021)
- Sadakatsiz – serie TV, 20 episodi (Kanal D, 2021-2022)
- Ayak İşleri – serie TV, 1 episodio (GAİN, 2023)
- Tradimento (Aldatmak) – serie TV, 36 episodi (ATV, 2023-2024)
- Magarsus – serie TV, 15 episodi (BluTV, 2023-2025)
- Başka Bir Gün – serie TV, 10 episodi (ATV, 2025)

### Cortometraggi
- Tanrinin Golgeleri (The Shadows of God), regia di Alper Kızılboğa (2011)
- Anadolu Yok, regia di Ferit Katipoğlu (2016)

## Programmi televisivi
- İbrahim Selim ile Bu Gece (Fox, 2022) - guest star

## Teatro
- Bent, presso il D22 (2013)
- Yirmi Beş, presso il D22 (2013)
- Karabatak, presso il D22 (2014)
- Kral (Soytarım) Lear, presso il teatro Altıdan Sonra (2014)
- Kuş Öpücüğü, presso il D22 (2015)
- Dünyaya Gözlerimden Bak, presso il D22 (2016)
- Hak, presso il Centro Culturale Suleyman Demirel (2017)
- Hayvan Çiftliği, presso il DasDas (2017)
- Hakikat, Elbet Bir Gün, presso il D22 (2018)
- Uykusuz Bir Rüya, Salim, presso il D22 (2024)

## Doppiatori italiani
Nelle versioni in italiano dei suoi film e delle sue serie TV, Berkay Ateş è stato doppiato da:
- Alessandro Capra[14] in Tradimento[15]

## Riconoscimenti
- Adana Film Festival
  - 2015: Vincitore come Attore più promettente per il film Abluka
- Ankara International Film Festival
  - 2019: Vincitore del Concorso nazionale per il film Görülmüştür
- Bosphorus Film Festival
  - 2022: Vincitore come Miglior attore per il film Karanlık Gece
- Sadri Alisik Theatre and Cinema Awards
  - 2014: Candidato come Miglior attore non protagonista
  - 2016: Candidato come Miglior attore non protagonista in un film drammatico per Abluka
  - 2024: Candidato come Miglior attore per il film Karanlık Gece
- Turkish Film Critics Association (SIYAD) Awards
  - 2015: Candidato come Miglior attore non protagonista per il film Abluka
  - 2019: Candidato come Miglior attore per il film Görülmüştür
  - 2023: Candidato come Miglior attore per il film Karanlık Gece